# 모스칼

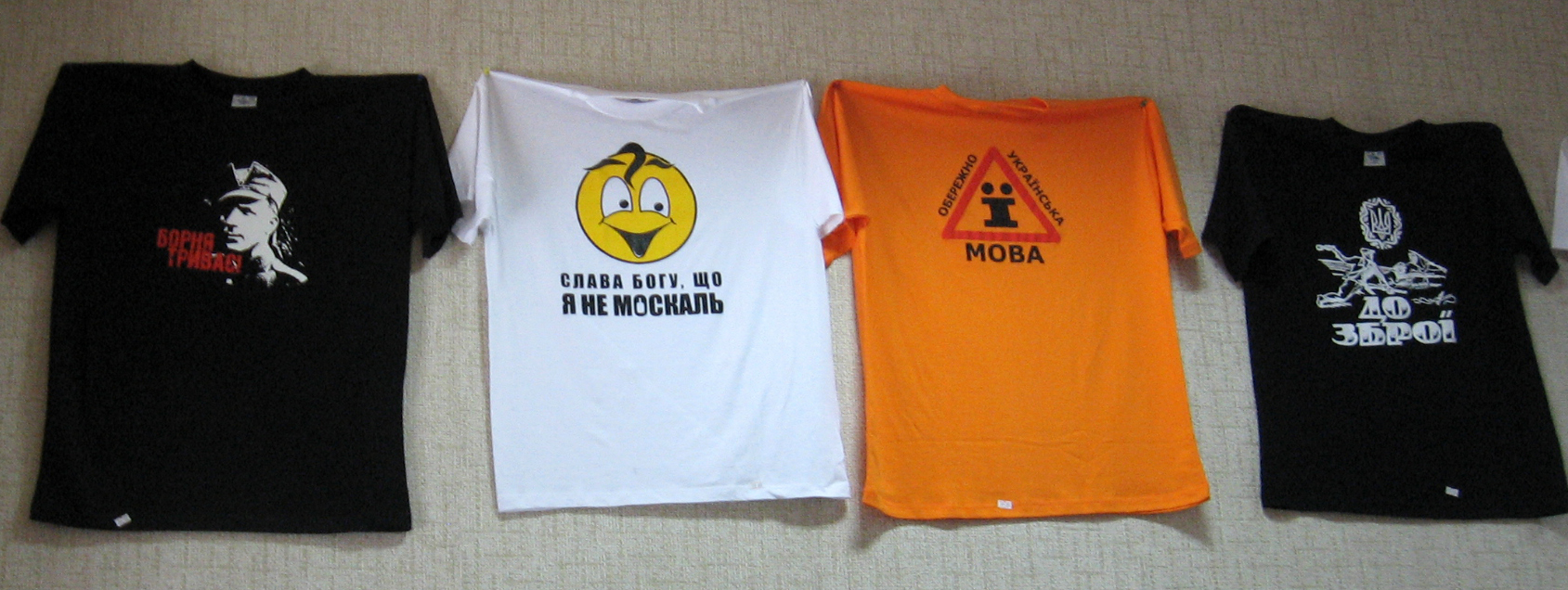
하얀색 티셔츠에 우크라이나어로 "하느님! 감사합니다. 저는 모스칼이 아닙니다."(Дякую тобі, Боже, що я не москаль!)라는 문구가 적혀 있다.

모스칼(러시아어: москаль, 우크라이나어: москаль, 벨라루스어: маскаль 마스칼, 폴란드어: moskal, 루마니아어: muscal 무스칼[*], 헝가리어: muszka 무스커[*], 리투아니아어: maskolis 마스콜리스)은 러시아인을 가리키는 별칭이자 멸칭이다. 주로 벨라루스, 우크라이나, 폴란드를 비롯한 슬라브족 국가들, 루마니아 등에서 널리 사용되고 있다.
원래는 12세기부터 15세기 사이에 모스크바 대공국에 거주하던 국민들을 가리키는 중립적인 용어였다. 그러나 18세기 말부터 19세기 초반 사이에 러시아 제국이 벨라루스, 우크라이나, 폴란드, 루마니아, 리투아니아 등으로 세력을 확장해 가면서 이들 국가에서 러시아 제국 육군 병사들을 가리키는 별칭 또는 멸칭으로 사용되었다.

## 같이 보기
- 반러 감정